# Паладіна
Паладіна (італ. Paladina) — муніципалітет в Італії, у регіоні Ломбардія,  провінція Бергамо.
Паладіна розташована на відстані близько 490 км на північний захід від Рима, 45 км на північний схід від Мілана, 6 км на північний захід від Бергамо.
Населення — 4067 осіб (2014).

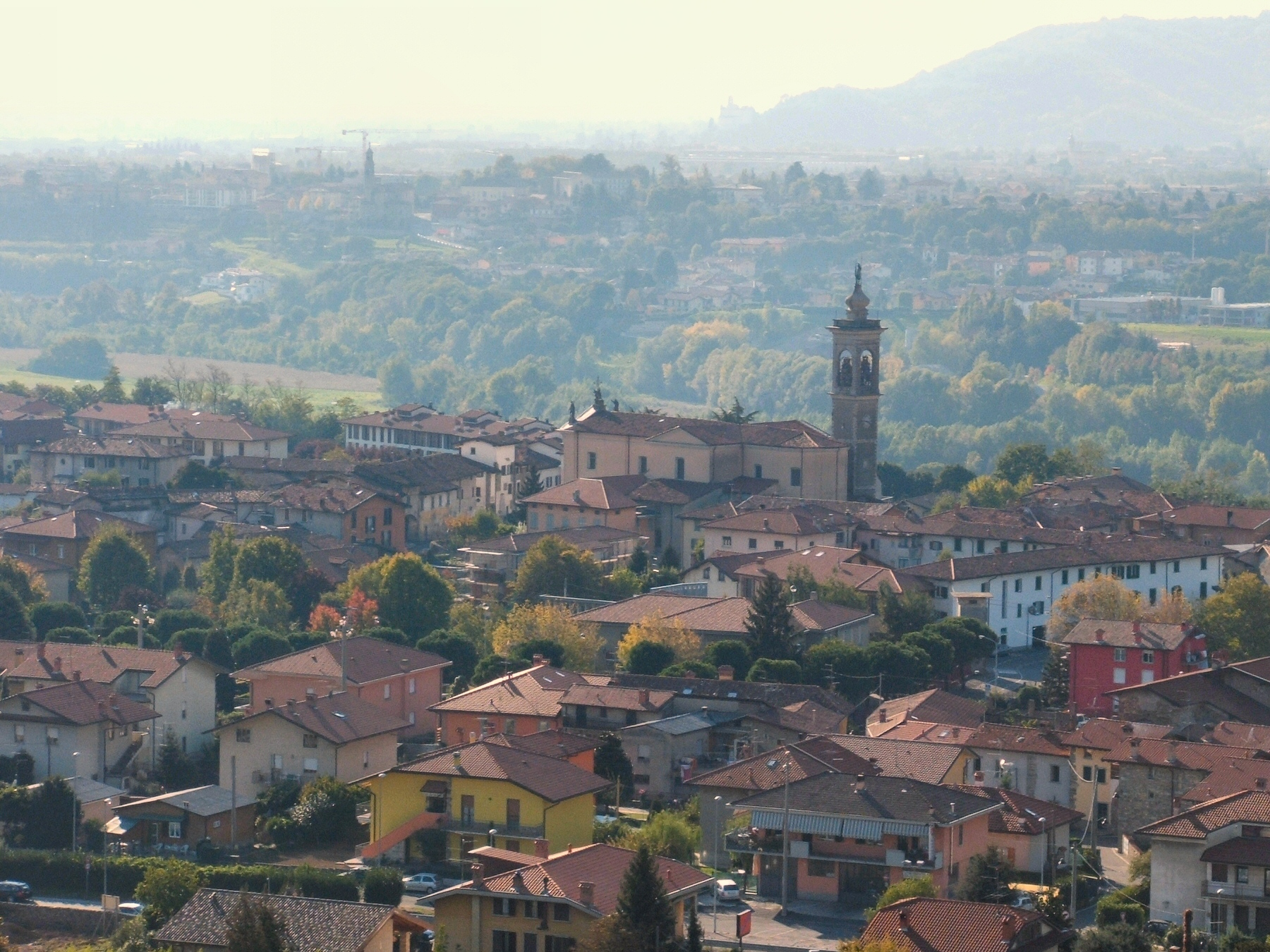

Щорічний фестиваль відбувається 26 серпня. Покровитель — святий Алессандро.

## Демографія
Населення за роками:

Станом на 1 січня 2023 року в муніципалітеті офіційно проживало 169 іноземців з 28 країн, серед них 36 громадян країн Євросоюзу та 9 громадян України.

## Сусідні муніципалітети
- Альме
- Альменно-Сан-Бартоломео
- Альменно-Сан-Сальваторе
- Бергамо
- Соризоле
- Вальбрембо